# Голенька
Голенька, Голинка — річка в Україні, у Роменському районі Сумської області. Права притока Сули (басейн Дніпра).

## Опис
Довжина річки 15 км, похил річки — 2,9 м/км. Площа басейну 46,0 км².

## Розташування
Бере почоток на південному заході від села Дубина. Тече переважно на південний схід через Волошнівку, Ярошівку, Нову Греблю і біля села Голінка впадає у річку Сулу, ліву притоку Дніпра. На деяких ділянках пересихає.

## Притоки
- Мора (права).